# Pero amanda
Pero amanda là một loài bướm đêm trong họ Geometridae.